# Musica Ficta
Musica Ficta è stato un ensemble italiano di musica antica attivo tra la fine degli anni 1980 e l'inizio degli anni 1990. Il gruppo era formato da Bruno Ré, Paolo Capirci, Fabio Menditto, Federico Marincola, Andrea Damiani, con il tenore Marco Beasley.

## Discografia
- Musica Barocca a Napoli: Emanuele Barbella, Gaetano Latilla, Francesco Mancini, Giulio Cesare Rubino Cantata "Lena". Giuseppe Porsile: Cantata sopra l'arcicalascione. Marco Beasley, Ensemble Musica Ficta. Pierre Verany 1989
- Cancionero de Turín. Gruppo Musica Ficta. Raúl Mallavibarrena. Enchiriadis EN 2013, 2005